# 紅村
59°44′N 30°5′E / 59.733°N 30.083°E
紅村（羅馬化：Krasnoye Selo）是俄羅斯聖彼得堡下轄的一座城市，位於市中心西南方。2002年人口44,081人。
1925年建市，1973年歸列寧格勒（聖彼得堡在蘇聯時代的名稱）所管轄。